# AXN Crime
AXN Crime byla evropská filmová stanice společnosti Sony Pictures Entertainment. Stanice se specializovala na kriminální pořady, seriály a filmy.
Stanice byla dostupná v Česku, Bulharsku, Maďarsku, Polsku, Rumunsku a na Slovensku. Vysílala denně 18 hodin (mezi 11:00 a 03:00).